# Mine de charbon Atlas
La mine de charbon Atlas est une ancienne mine de charbon en Alberta, au Canada. Située à East Coulee, elle est considérée comme la mieux préservée des anciennes mines de charbon du Canada et elle abrite le dernier culbuteur de charbon en bois du pays. Elle a été désignée ressource historique provinciale de l'Alberta en 1989 et lieu historique national du Canada en 2002.

## Histoire
Le charbon sous-bitumineux du district minier de Drumheller a été principalement utilisé pour le chauffage des maisons, la cuisine et la production d'électricité. Il a été également été utilisé pour alimenter les locomotives à vapeur des chemins de fer du Canadien National et du Canadien Pacifique des Prairies. Les gisements à l'horizontal étaient plus faciles à exploiter que ceux trouvés dans les zones plus montagneuses, avec des niveaux inférieurs de gaz méthane. L'ère charbonnière a duré de 1911 à 1984, lorsque les mines Atlas No. 3 et 4 furent fermées. Les structures des mines Atlas No 3 sont conservées et forment la base du lieu historique national, administré par la mine Atlas Historical Society.
La mine dispose du dernier culbuteur de charbon en bois au Canada. Construit en 1937, le culbuteur servait au chargement du charbon et à son tri. Les anciens équipements d'exploitation minière, y compris une locomotive à batterie pré-1936 et plusieurs bâtiments dont le lavoir, l'entrepôt, le bâtiment de la lampe, et le bureau de la mine se dressent encore sur le site. Le site conserve les histoires et les artefacts des hommes qui, une fois exploitées noir. L'Atlas est la dernière des 139 mines qui régnaient autrefois sur la vallée.